# Майский (Амурская область)
Ма́йский — посёлок в Мазановском районе Амурской области (Россия). Входит в Майский сельсовет.
В 1939 году Майский получил статус посёлка городского типа. С 1997 года Майский — сельский населённый пункт.

## География
Посёлок Майский расположен в 10 км от правого берега Селемджи, на левом берегу реки Некля.
Посёлок Ивановский — спутник пос. Майский, расположен напротив, на правом берегу реки Некля.
Дорога к посёлкам Майский и Ивановский идёт на запад от автодороги областного значения, соединяющей город Свободный и пос. Серышево с «северным» Селемджинским районом, перекрёсток расположен между селом Новороссийка и селом Норск Селемджинского района.
Расстояние от перекрёстка до районного центра Мазановского района села Новокиевский Увал (через Новороссийку, Абайкан, Угловое, Богословку, Козловку, Таскино, Путятино и Пионерский) — 100 км.
Ближайшая крупная железнодорожная станция в городе Свободный, расстояние — 191 км.

## Население
| 1939 | 1959  | 1970 | 1979 | 1989 | 2002 | 2010 |
| ---- | ----- | ---- | ---- | ---- | ---- | ---- |
| 665  | ↗1730 | ↘811 | ↘430 | ↘240 | ↘42  | ↗134 |
| 2012 | 2013  | 2014 | 2015 | 2016 | 2017 | 2018 |
| ↘125 | ↘102  | ↘95  | ↘92  | ↘84  | ↗85  | ↘84  |